# Patrocloides regius
Patrocloides regius là một loài tò vò trong họ Ichneumonidae.